# Acacia tumida
Acacia tumida — вид квіткових рослин з родини бобових. Ареал: Австралія (Західна Австралія, Північна територія).

## Середовище
Зустрічається в посушливих та напівпосушливих, жарких та субгумідних сезонно-сухих тропіках.

## Біоморфологічна характеристика
Розгалужене розлоге дерево або кущ зазвичай виростає до висоти від 5 до 15 метрів з добре розвиненою кроною. Він має тверду сіру блискучу кору, яка іноді тріщинувата з шовковистими помаранчевими або жовтими гілочками. Має сизувато-зелені філодії у довжину від 6 до 25 см і вшир від 0,7 до 6 см. Він цвіте з квітня по жовтень і утворює жовті суцвіття, зазвичай китицеподібні, пазушні або кінцеві волоті довжиною 20 см. Зрештою формуються вузькі довгасті дерев'янисті голі стручки довжиною від 3 до 12 см, що містять блискуче чорне насіння. A. tumida швидко росте, але живе недовго, зазвичай менше 10 років.

## Використання
Це вид, здатний до відносно швидкого росту на несприятливих ділянках. Рослина особливо корисна завдяки своїй здатності відновлювати деградовані ґрунти, включаючи стабілізацію вітрових пісків. Наприклад, його успішно культивували на глибоких, нанесених вітром пісках у В'єтнамі, на деградованих піщаних ґрунтах у Сенегалі та на піщаних дюнах у Ємені.